# Vidács Györgyné
Vidács Györgyné, született Ábrahám Mária (Szeged, 1956. november 16. – Szeged, 2022. augusztus 6.) négyszeres világbajnok magyar tekéző, az év magyar női sportolója 1984-ben.

## Pályafutása
Négyszeres világbajnok (1984 – csapat, egyéni; 1986 – csapat; 1990 – egyéni), kétszeres világbajnoki ezüstérmes, kétszeres világbajnoki bronzérmes, 11-szeres magyar bajnokcsapat tagja, 4-szeres Világkupa-győztes csapat tagja (1988,1990, 1994,1996). 1980 és 1992 között 100-szor volt tagja a felnőtt válogatottnak.
1984-ben őt választották az év magyar női sportolójának, elsőként nem olimpiai sportágban.

## Edzői
- dr. Szamosszegi Béláné
- Soós Györgyné
- Benák István
- Tóth Zsolt
- Dencsik Imre
- Kiss Gábor

## Családja
Édesapja Ábrahám József, édesanyja Matus Mária voltak. Férjétől, Vidács Györgytől egy gyermeke született, Vidács György Roland.